# Lijst van wapens van voormalige Overijsselse gemeenten
Dit artikel bevat een lijst van wapens van voormalige Overijsselse gemeenten. De lijst is alfabetisch gesorteerd.

## A

Wapen van Ambt Almelo
Wapen van Stad Almelo
Wapen van Avereest

## B

Wapen van Bathmen (1898)
Wapen van Bathmen (1989)
Wapen van Blankenham
Wapen van Blokzijl
Wapen van Borne (1898)
Wapen van Brederwiede

## D

Wapen van Den Ham
Wapen van Ambt Delden per 1898
Wapen van Ambt Delden per 1982
Wapen van Stad Delden
Wapen van Denekamp 1898-1978
Wapen van Denekamp 1978-opheffing
Wapen van Deventer (1818)
Wapen van Deventer (1890)
Wapen van Diepenheim
Wapen van Diepenveen

## G

Wapen van Genemuiden
Wapen van Giethoorn
Wapen van Goor
Wapen van Grafhorst
Wapen van Gramsbergen

## H

Wapen van Ambt Hardenberg
Wapen van Stad Hardenberg
Wapen van Hardenberg (1941)
Wapen van Hardenberg  (1962)
Wapen van Hasselt
Wapen van Heino (1898)
Wapen van Heino (1953)
Wapen van Holten (1898)
Wapen van Holten (1967)

## I

Wapen van IJsselham
Wapen van IJsselmuiden

## K

Wapen van Kamperveen
Wapen van Kuinre

## L

Wapen van Lonneker

## M

Wapen van Markelo (1880)
Wapen van Markelo (1967)

## N

Wapen van Nieuwleusen voor 1954
Wapen van Nieuwleusen na 1954
Wapen van Noordoostpolder

## O

Wapen van Oldemarkt
Wapen van Olst
Wapen van Stad Ommen
Wapen van Ambt Ommen
Wapen van Ootmarsum

## R

Wapen van Raalte (1898)
Wapen van Raalte (1959)
Wapen van Rijssen

## S

Wapen van Steenwijk (1819)
Wapen van Steenwijk (1980)
Wapen van Steenwijkerwold

## T

Wapen van Tubbergen (1898)

## U

Wapen van Urk 1951-1986 Overijssel, vanaf 1986 in Flevoland

## V

Wapen van Stad Vollenhove
Wapen van Ambt Vollenhove
Wapen van Vollenhove
Wapen van Vriezenveen

## W

Wapen van Wanneperveen
Wapen van Weerselo per 1898
Wapen van Weerselo per 1953
Wapen van Wijhe
Wapen van Wilsum per 1819
Wapen van Wilsum per 1899

## Z

Wapen van Zalk en Veecaten
Wapen van Zwartsluis
Wapen van Zwolle (1819)
Wapen van Zwollerkerspel